# Сангуили, Хулио
Хулио Сангуили Гаррите (исп. Julio Sanguily Garrite; 9 ноября 1845, Гавана — 23 марта 1906, там же) — кубинский военный деятель, участник нескольких войн за независимость Кубы от Испании, генерал-майор кубинской освободительной армии, кавалерист. Был основателем и командиром так называемых камагуэйских всадников, своего рода кавалерии специального назначения.
О его жизни до Десятилетней войны сведений практически нет. Известно, что 12 октября 1868 года, спустя два дня после начала восстания на Кубе против испанцев, он бежал в Нассау, на британские Багамские острова, чтобы принять участие в высадке на полуострове Гуанайя под руководством одного из лидеров повстанцев, Мануэля Кесады. Проявил храбрость во множестве сражений, в особенности при Сан-Фернандо-де-Пачеко 4 июня 1870 года, когда с отрядом из 15 всадников атаковал испанскую колонну численностью в 250 пехотинцев и кавалеристов. Несколько раз был ранен, в том числе получив тяжёлое ранение левой ноги при Пачеко, после чего не мог самостоятельно взбираться на лошадь. Быстро продвигался по военной службе: уже 27 декабря 1868 года получил звание сержанта, в 1870 году ему было присвоено звание полковника, а в 1872 году — генерал-майора.
В 1876 году, выздоравливая после очередного ранения, был отправлен в США с дипломатической миссией, целью которой было признание независимости Кубы, однако по требованию испанских властей был там арестован и выслан в Испанию. После Санхонского договора смог из Испании выехать сначала в США, прожив там несколько лет и даже получив американское гражданство, а затем в 1890 году вернуться на родину, где он продолжил участие в конспиративной деятельности против испанского колониального режима. С началом Войны за независимость оказался в числе руководителей восстания и должен был возглавить западные провинции острова, но был арестован 24 февраля 1895 года и первоначально приговорён к смертной казни, но 27 ноября приговор ему был изменён на пожизненное заключение, а 25 февраля 1897 года даже выпущен из тюрьмы, подписав обещание не участвовать в продолжавшейся войне против испанцев. Через два дня после освобождения эмигрировал в Нью-Йорк, после начала Испано-американской войны возвратился на родину вместе с вторгнувшимися туда американскими войсками, при этом было подтверждено его звание генерал-майора. После провозглашения Кубы независимой республикой не занимал никаких государственных должностей.